# Zmysłówka (powiat krośnieński)
Zmysłówka – wieś w Polsce położona w województwie podkarpackim, w powiecie krośnieńskim, w gminie Rymanów.
W latach 1975–1998 miejscowość położona była w województwie krośnieńskim.
Do 31 grudnia 2011 miejscowość stanowiła przysiółek wsi Ladzin, od 1 stycznia 2012 miejscowość stanowi wieś.